# Roberto Cappelluti

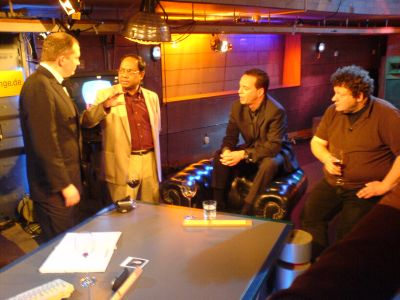
Roberto Cappelluti (2.v.r.) während der letzten Late Lounge am 7. Dezember 2006

Roberto Felice Cappelluti (* 17. Dezember 1965 in Düsseldorf) ist ein deutscher Fernsehmoderator und DJ.

## Leben

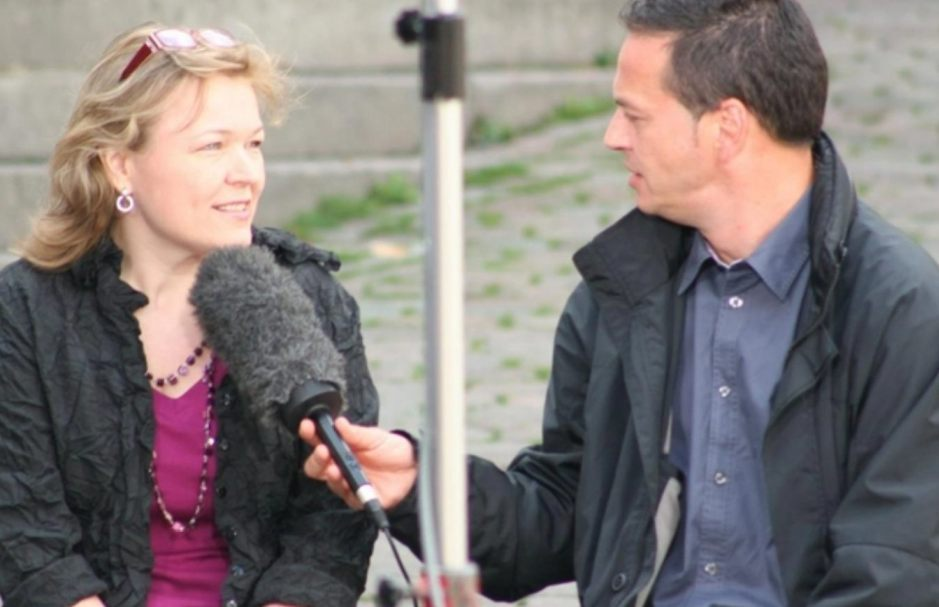
Roberto Cappelluti für die Sendung strassenstars (2011).

Cappelluti wuchs zunächst in Italien auf, als Sohn einer Niederländerin und eines Italieners; er hat zwei jüngere Schwestern. 
Als Cappelluti vier Jahre alt war, zog seine Familie nach Steinbach (Taunus) bei Frankfurt am Main. Nach dem Abitur 1984 studierte er Germanistik, Kommunikationswissenschaft und Publizistik.

## Stationen im Fernsehen
- 1990: Moderation der Sendung MainLine in Hessen III
- 1991 bis 1992: Moderation der hr-Musiksendung MusicHall
- 1993 bis 1995: Yo.Stadtrand in Hessen III
- 1. April 1999 bis 7. Dezember 2006: Moderator der Fernsehsendung Late Lounge, hr-fernsehen
- seit 27. Januar 2004: Moderator des Comedy-Quiz strassenstars, hr-fernsehen
- 2005: Moderator der Reise-Show Ab in den Süden, hr-fernsehen
- August 2005 bis 2006 einer der Moderatoren der MDR-Talkshow Riverboat mit Jan Hofer und Else Buschheuer
- 2006: Moderation von fussball stars, mehrere Sonderausgaben von strassenstars zur WM 2006 mit Fußballspielern als „Frageobjekten“
- seit 2005: Kommentator des großen Frankfurter Fastnachtsumzuges im hr-fernsehen
- 2013 Moderator von Comedy Tower

## Stationen im Film
- Erste Hauptrolle im Kurzfilm Stockflame, der Verfilmung einer Odenwälder Geisterlegende an der Seite von Götz Otto
- Diverse Nebenrollen im Tatort; unter anderem spielte Cappelluti in Das letzte Rennen einen Reporter.
- Ein sehr kleiner Auftritt im Film 13 Semester

## Stationen als DJ
- 1985–1990 Batschkapp, Frankfurt: „Idiot Ballroom“, „Soul-Allnighter“
- 1991 Sounddepot, Frankfurt: „A DJ's Jam named Saturday“ u. a. mit Ronny Jordan
- 1991–2000 Groove-A-Thon, „Funky Family“ und „Soul Boot“ an verschiedenen Orten
- 1998 Cádiz, Südspanien: Resident DJ
- 1999–2002 Lissania, Frankfurt
- seit 2003 Sinkkasten, Frankfurt: „Cappelluti legt auf und Herl raucht dazu“ und „Cappellutis Soul & Funk Lounge“